# Наукова школа
Наукова школа — форма організації колективної наукової праці співробітників НДІ, ВНЗ, наукового центру тощо під керівництвом лідера школи, як правило, відомого вченого. Характеризується єдиною дослідною програмою, спільністю наукових поглядів і стилю наукової діяльності в конкретній галузі. Лідер є автором програмної концепції — основи для вирішення наукових задач.

## Загальна характеристика
Наукова школа — неформальний творчий колектив дослідників різних поколінь, об'єднаних загальною програмою та стилем дослідницької роботи, які діють під керівництвом визнаного лідера.
Це є об'єднання однодумців, що втілюють наукові дослідження у життя. У діяльності наукової школи реалізуються такі функції:
1) виробництво наукових знань
2) поширення знань
3) підготовка обдарованих фахівців
Ознаки існування наукової школи — головною ознакою є ефективне засвоєння і дослідження її вченими актуальних проблем з висунутих керівником наукових напрямів. Мінімальний цикл існування наукової школи — три покоління:
1) засновник школи
2) послідовники
3) учні послідовника
Ключова фігура наукової школи це її лідер (називає школу). Лідером може бути видатний, авторитетний вчений, який продукує ідеї (нові напрями дослідження), вчений, який може об'єднати навколо себе однодумців.
Ознаки наукової школи:
1) багаторічна наукова продуктивність, що характеризується кількісними і якісними показниками. Кількісними і якісними показниками є кількість праць, які публікуються у журналах, наукових роботах — це наукові праці вчених
2) широта проблемно-тематичного, географічного та хронологічного діапазонів функціонування наукової школи
3) збереження традицій і цінностей наукової школи на всіх етапах її становлення та розвитку.
4) забезпечення спадкоємностей у дослідженні
5) розвиток атмосфери творчості, новаторства, відкритості для дискусій
6) об'єднання у школу талановитих вчених та постійне поновлення вчених і виконавців
7) постійні комунікаційні зв'язки між учителем та учнями
8) активна педагогічна діяльність
9) офіційне визнання державою важливості наукових досліджень наукової школи
Вважається, що лідером школи є тільки доктор наук (професор). Наукова школа повинна мати три доктора наук за однією спеціальністю (пов'язана тематика).
Наукова школа відрізняється від звичайного наукового колективу низкою ознак:
- — тематика досліджень наукової школи більш однорідна, ніж у лабораторії або відділі;
- — у школі відбувається постійний процес накопичення і структуризації наукового знання, тоді як у формальному колективі знання, якщо вони навіть отримані, часто не структуруються через розпорошеність наукової тематики;
- — для наукової школи більш характерний неформальний поділ науковців на «генераторів» ідей, критиків, ерудитів тощо, тоді як у науковому колективі стосунки між науковцями більш формалізовані згідно з розподілом за посадами;
- — у процесі відтворення поколінь учених у школі науковим керівником молодих дослідників завжди є учений — представник даної школи, тоді як у науковій лабораторії або відділі керівником може бути учений, що не належить до даної організації.

## Наукові школи

### Античність
- Знаменита Академія Платона (від давньогрецького міфічного героя Академа),
- Мілетська школа,
- Піфагорійська школа,
- Стоїки,
- Епікурійці,
- сократики та ін.

Антична «школа» постає як своєрідна форма духовного й культурного братства — спільноти філософів або мислителів, але з достатньо окресленими рольовими моделями братчиків: старші (вчителі) та молодші (учні), в якій процес виховання й навчання реалізується у вигляді діалогів (комунікації), обміну думок, диспутів тощо. Із такими «школами» пов'язують і формування інституту духовного, культурного, зрештою — інтелектуального, наступництва, себто творення основних елементів механізму наукової традиції (компендіуму знань, способів нагромадження, збереження, захисту, відтворення та передачі знання, врешті, відтворення його носіїв — інтелектуалів). Утім, уже в античні часи «школа» виступала і як інструмент інтелектуального розрізнення різних способів мислення, точніше — світобачення. Приміром, давньогрецький автор 3 ст. Діоген Лаертський, якого вважають фундатором історії античної філософії, називав «школою» певну спільноту мислителів, які дотримуються того чи іншого витлумачення видимих явищ.

### Доба середньовіччя та ранньомодерні часи
Нові форми «школи» постали в добу середньовіччя та ранньомодерні часи, що пов'язано із соціокультурними запитами, інтелектуальними й духовними викликами гуманізму, Відродження, Реформації та Контрреформації. Зокрема, культурна програма доби Відродження продукувала переосмислення й реконцептуалізацію античної спадщини. Відтак сформувалися ін. спільноти — гуртки інтелектуалів-гуманістів із виразно окресленою груповою свідомістю, які спершу наслідували відомі античні взірці. Напр., платонівська Академія у Флоренції (Італія; 1459—1521), яка обстоювала традиції неоплатонізму (П.Мірандола, М.Фічіно). Втім, незабаром з'являються й ін. спільноти ренесансних діячів, які переосмислювали не тільки спадок класичної давнини, а й «темних» (середніх) віків та ранньомодерного часу. Приміром, «критична» (іноді «ерудитська») школа (Ф.Біондо, Л.Валла та ін.), з якою пов'язують відкриття першоджерел, початки їх критики та впровадження елементів наукового апарату; «риторична» школа (П.Браччоліні, Л.Бруні та ін.), скерована на апологію повчальних функцій історії, виховання моральних чеснот особистості на гідних для наслідування істор. взірцях; «політична» (інколи «нова політична») школа (Н.Макіавеллі та його наступник і критик Ф.Гвіччардіні), зосереджена на прагматичному переосмисленні політ. минувшини, форм і способів правління. Як реакція на виклики Реформації постали чернечі вчені т-ва, зорієнтовані на жорстку оборону конфесійних інтересів. Приміром, мавристи (конгрегація св. Мавра, заснована 1618 в паризькому монастирі Сен-Жермен-де-Пре), які прагнули захистити від протестантської критики канони катол. церкви. Водночас видавнича практика мавристів спричинилася до публікації низки комплексів церк. джерел і заклала початки дипломатики, палеографії та ін. спец. істор. дисциплін. Болландисти (вчена спільнота єзуїтів, заснована 1643 Ж.Болландом в Антверпені; нині місто в Бельгії), котрі видавали Житія святих (Acta Sanctorum) Катол. церкви, поширили первісні дослідницькі прийоми та процедури на ниві археографії й дипломатики. Саме в надрах учених спільнот мавристів і болландистів виникла «церковна ерудитська» школа (іноді ерудитський напрям; М.Буке, Ж.Мабільон, Б.Монфокон, Д.Пето, Д.Папеброх та ін.), а невдовзі під її впливом — «світська ерудитська» школа (Е.Балюз, Ш.Дюканж, Л.Мураторі, Дж. Тірабоскі та ін.) в західноєвроп. доакадемічній історіографії кінця 16 — поч. 18 ст. Вислідом трансформацій новоєвроп. науки 17 ст. стала відома «Республіка вчених», чи «Республіка літераторів» («La Republique des Lettres») — міжнар. братство інтелектуалів (фундатор — франц. математик М.Мерсенн), що започаткувало нову форму комунікації (регулярну та велику кореспонденцію між незалежними мислителями), яку вважають першим масштабним прообразом «незримого коледжу» (термін Д.Прайса).

### Класичні наукові школи
Наукові школи в традиційному або класичному розумінні постали тільки протягом 19 ст., позаяк спиралися на низку потужних соціокульт. передумов та інтелектуальних викликів. Передусім, промисловий та технологічний бум 19 ст. пришвидшив фахову спеціалізацію, зокрема надав потужного імпульсу дисциплінарному оформленню науки і, заразом, активізував руйнацію станових меж в європ. країнах. Відтак запустилися нові механізми соціалізації вихідців із різних прошарків та верств, себто відкрилися можливості для реалізації інших, порівняно зі звичайними становими ролями, життєвих сценаріїв у сфері науки, освіти, к-ри. Водночас кардинальних трансформацій зазнали матеріально-фінансова основа й формальна інституціональна структура науки та освіти, інтенсивність і швидкість циркуляції друкованого слова, порівняно з попередніми століттями, врешті-решт, істотної ваги набув сусп. статус ученого у «вік поступу» (19 ст.). Сукупність таких передумов і впливів спричинилася до виникнення неформальних наук. гуртків, які поставали навколо успішного вченого-новатора, персональні якості й компетенція якого забезпечували ефективну трансляцію знання молодшим колегам (учням). Спершу школа локалізувалася за кількома т. зв. родовими ознаками: ім'я фундатора та просторово-регіональне побутування (приміром, Київська школа В.Антоновича; див. Антоновича Володимира Київська школа істориків), нац. належність та фахова спеціалізація (напр., рос. школа західноєвроп. аграрної історії, російська, чи петербурзька школа антич. епіграфіки). Втім, на межі 19–20 ст. обстоювалася думка про наявність спільного наук. проекту (напр., земельно-обласний план В.Антоновича зі студіювання історії давньої Русі), пізніше — дослідницької програми, як неодмінної прикмети існування «школи». На поч. 20 ст. до «обов'язкових» чи «необхідних» передумов існування наук. школи зараховують низку чинників або передумов, у тому числі інтелектуальні (спільні концептуальні взірці та методологія), освітньо-пед. (семінари, лекторії, експериментальні практики, регулярні наук. форуми), технічно-орг. (періодичні та серійні видання, кафедри, лабораторії) тощо. Однак упродовж 19 ст. терен побутування поняття «наукова школа» став настільки широким, що охоплював украй різноманітні і неоднорідні групи дослідників, іноді не пов'язаних між собою не тільки персональними зв'язками, а навіть територіальними й нац. межами (приміром, державна, юридична, романтична школи та ін.). Інколи дефініція «школа» взагалі підносилася до масштабу всієї нац. історіографії. Власне, з'явилася тотальна мода щодо вживання поняття «школа» в найрізноманітніших контекстах, що істотно розмивало його зміст і спотворювало первісне функціональне призначення. Зрештою, на зламі 19–20 ст. постали досить гострі потреби розрізняти відмінні рівні неформальної інституціоналізації, а точніше — різні форми самосвідомості наук. спільноти, пов'язані: 1) із циркуляцією генералізуючих ідей чи концептів, які задають спрямованість пізнавального процесу, зокрема логіку його розгортання; 2) з особистим зв'язком між ученими в межах школи. Відтак народилося поняття «напрям», яке до кінця 19 ст. вживалося епізодично. Цей термін скерований на відтворення вертикального зв'язку, переважно в царині ідей і концептів між ученими різних шкіл, гуртків, груп, на відміну від горизонтальної сув'язі, що локалізувалася здебільшого на основі неформальних зв'язків (учитель/учень) у річищі конкретної школи. Та попри очевидну механічність і лінійність такого маркування, яке, імовірно, постало в руслі факторного аналізу, властивого канонам класичного мислення, термін «напрям» відтоді вживається як для ідентифікації та самоідентифікації гуманітаріїв, так і для відтворення різних рівнів неформальної інституціоналізації, хоч і доволі суперечливо та непослідовно. Приміром, напрями на обширах істор. науки виокремлювалися за провідними історіософськими ідеями (народницький, державницький, неонародницький), парадигмами наук. мислення (раціонально-просвітницький, романтичний, позитивістський), політ. й ідеологічною (роялістський, республіканський, консервативний, ліберальний, лейбористський, марксистський) чи конфесійною (катол., правосл., протестантський) належністю, тяжінням до певних дисциплін або міждисциплінарних стиків (юрид., соціологічний, історико-екон., соціально-екон., культурно-істор., психологічний) тощо. Саме за ступенем загальності та генералізації розрізняв поняття «напрям» і «школа» рос. історик О.Лаппо-Данилевський, хоч послугувався і терміном «течія». Остання дефініція поширилася майже одночасно з поняттям «напрям», причому покривала подібний зміст та продукувала майже аналогічні смисли. Напр., у текстах рос. історика П.Мілюкова обидва терміни побутують як рівнозначні. Втім, у дослідницьких практиках кінця 19 — поч. 20 ст. поширилося й утилітарне застосування дефініції «течія» щодо позначення більш-менш масштабних тенденцій з обсягу істор. науки, а також для вирізнення різних груп чи відтінків у межах школи або напряму.

### Неокласичні наукові школи
Від поч. 20 ст. розпочинається перехід від класичного до некласичного типу науки, який на теренах соціогуманітаристики зазвичай пов'язують із соціологічним та неокантіанським поворотами. Відтоді лінійні, механістичні, субстанціональні та наївно реалістичні наук. взірці поступаються місцем дослідницьким стратегіям, зорієнтованим на інтертеоретичність, поліваріантність, релятивізм, когерентність і взаємодоповнюваність. Отож неформальна інституціоналізація дедалі частіше розглядається з перспективи модерністських інтелектуальних запитів та вимог, зокрема з акцентуванням: 1) на способах і методах отримання знання, його циркуляції й передачі (інтерналізм); 2) на механізмі соціокульт. взаємодії науки із сусп-вом (екстерналізм); 3) на самосвідомості академічної спільноти; 4) на психологічних (приміром, співвідношення екстравертів та інтровертів), культурознавчих, морально-етичних та естетичних складових дослідницьких практик, у тому числі рольових моделях у середовищі наук. колективу; 5) на співвідношенні формальної (організаційно й структурно фіксованої) та неформальної інституціоналізації науки тощо. Відтак поняття «школа» як вихідний концепт неформальної інституціоналізації істотно розширилося за рахунок трансформації первісного змістовного наповнення та продукування нових смислів. Таким чином, протягом 20 ст. в наукознавстві, історії та філософії науки сформувалася низка різноманітних некласичних означень наук. школи як: 1) своєрідного групового стилю мислення; 2) універсальної самоорганізаційної форми наук. діяльності та кооперації дослідників; 3) відкритої інтелектуальної спільноти з добре окресленими ціннісними орієнтирами й етичними настановами, що поєднує вчених різних поколінь із відмінними статусами на засадах певної дослідницької к-ри; 4) соціального колективу лідерського типу з вибудуваною ієрархією, згуртованого під дослідницьку програму навколо авторитетного чи навіть харизматичного вченого-провідника, що має високу або навіть виключну репутацію, часто-густо з претензією на геніальність, а також відповідний обряд залучення/посвячення до традиції (жорстке обстоювання авторитету істини, сакралізація імені засновника та впровадження манери його наслідування тощо); 5) науково-освіт. та виховної інституції, котра саморегулює відтворення й дослідницькі мотивації, наступність учасників і тривалість свого буття в часі та просторі; 6) соціально-психологічної конструкції спільноти з відмінними рольовими моделями «акторів» — «батьків-фундаторів», «господарів-адміністраторів» (тех. організаторів), «генераторів ідей», «охоронців знання» (ерудитів), «виконавців» (ретрансляторів), «критиків», «внутрішніх опонентів»; «старійшини», «майстрів» та «підмайстрів»; 7) особливої стратифікації наук. спільноти як елітарного прошарку сусп-ва, в якому місце вченого залежить як від персональних якостей та доробку, зокрема від рівня його самореалізації й комунікації, так і інституціональних можливостей, доступу до інформації, матеріальних та фінансових ресурсів тощо. Побутують і полівимірні моделі наук. школи, приміром трьохкоординатна конструкція (предметно-логічний, соціально-наук. та особисто-психологічний рівні) рос. філософа М.Ярошевського, який виділяв 3 типи наук. шкіл: науково-виховну, дослідницький колектив та напрям. У 2-й пол. 20 ст. шириться й низка різноманітних типологій наук. шкіл, зокрема за характером зв'язків (напрям, течія, «незримий коледж», угруповання, група тощо), способом інституціоналізації (лідерська, гурткова, педагогічно-виховна), тереном функціонування (міжнародна, національна, регіональна, локальна), тривалістю існування (однієї, двох, трьох і більше генерацій), фаховою спрямованістю та предметною областю (міждисциплінарна, дисциплінарна, теоретична, експериментальна, науково-вироб. тощо), статусом у науці і сусп-ві (авангардна, конкуруюча, маргінальна чи напівлегальна, особливо щодо шкіл/ гуртків, що існують за тоталітарних, авторитарних режимів) та ін.

### Постмодерністський поворот
Школа розглядається як специфічна епістема, котра адсорбує як дослідницькі практики, так і саму комунікацію й циркуляцію інформації. Власне, її існування висвітлюється з перспективи дискурсивних практик, зокрема, актуалізується пошук прихованих і вторинних смислів (деконструкція). Вислідом цього є спроби демістифікувати та десакралізувати саме поняття «наукова школа», яке представляють як «самопроектовану традицію» її лідера-засновника чи його адептів, «священну» чи метафізичну схему для сакралізації відповідних соціальних практик, за якими переховується «випадкова гра» смислів, тощо. Побутують думки, що в сучасній науці школа є утворенням виключно одного покоління вчених, оскільки швидкоплинність знання, тобто темпи його старіння, стали настільки стрімкими, що роблять неможливими передачу актуальних ідей та концепцій від однієї генерації до іншої. Втім, ідеї про «кінець» чи «духовну смерть» наук. шкіл не поділяються переважною більшістю вчених, у тому числі у царині соціогуманітаристики.
- Мітоська школа
- Бергенська метеорологічна школа
- Казанська алгебраїчна школа
- Наукова школа управління ризиками при будівництві та експлуатації об'єктів нерухомості

### Школи права
- Природна
- Історична
- Нормативістська
- Марксистська
- Психологічна
- Соціологічна
- Антропологічна

#### Школи кримінального права
- Класична
- Антропологічна
- Соціологічна

#### Школи права України
- Київська школа права
- Харківська школа права
- Львівська школа права
- Одеська школа права.